# مانويل آبرو (لاعب كرة قدم)
مانويل آبرو (بالإسبانية: Manuel Abreu)‏ (8 مارس 1977 في الأوروغواي - ) هو لاعب كرة قدم أوروغواني في مركز الهجوم. لعب مع إنديبنديينتي سانتا في وديبورتيس كوينديو وديفينسور سبورتينغ ومونتيفيديو واندررز وميرامار ميشنس ونادي راسينغ مونتيفيديو ونادي ليفربول ونادي كوكيمبو أونيدو وDeportes Temuco ‏ واتحاد سان فيليبي ‏ ونادي لويس أنخيل فيربو ونادي كوبريسال وTacuarembó F.C. ‏.

## وصلات خارجية
- مانويل آبرو على موقع قاعدة بيانات كرة القدم.إي يو (الإنجليزية)
- مانويل آبرو على موقع Soccerway.com (الإنجليزية)